# Едил
Едил (лат. aedilis, od aedes — зграда, кућа) био је градски магистрат у Римској републици.
Сваке године су се бирала 2 плебејска (од 494. п. н. е.) и 2 курулска едила (од 367. п. н. е.). Били су помоћници народних трибуна и бринули за приређивање јавних игара, прехрану становништва, за одржавање јавних зграда и путева. Надгледали су јавни ред и морал, управљали државним архивима итд. У време царева функција едила се ограничава, а у доба цара Диоклецијана едили нестају као градски магистрати.
Ова функција је еквивалент грчкој функцији агоранома.